# Lisa Baldez
Lisa Baldez es una politóloga estadounidense especializada en estudios latinoamericanos. Es profesora de gobierno y estudios latinoamericanos, latinos y caribeños en Dartmouth College, donde también fue profesora Cheheyl y directora del Centro Dartmouth para el Avance del Aprendizaje en Dartmouth College desde 2015 hasta 2018. Estudia la relación entre las instituciones políticas y la igualdad de género, y ha escrito sobre la Convención de las Naciones Unidas sobre la eliminación de todas las formas de discriminación contra la mujer, las protestas feministas en Chile, las leyes de cuotas de género y la enmienda de Igualdad de Derechos.

## Biografía

### Primeros años
Asistió a la Universidad de Princeton, donde obtuvo una licenciatura en estudios latinoamericanos en 1986. Luego completó una maestría en ciencias políticas en la Universidad de California en San Diego en 1992, seguida de un doctorado en ciencias políticas allí mismo en 1997. Su disertación recibió una mención de honor para el Premio a la Mejor Disertación de 1998 de la Sección Mujer y Política de la Asociación Estadounidense de Ciencias Políticas.
En 1997 trabajó como profesora adjunta en el Instituto de Tecnología de Rochester de la Universidad de Rochester, y en 1997 se incorporó a la facultad de ciencias políticas de la Universidad de Washington en St. Louis. De 1999 a 2002, fue miembro de la facultad Harbison en la Universidad de Washington en St. Louis. En 2003, fue profesora invitada en la Universidad de Harvard. Ese mismo año, se convirtió en profesora de Gobierno y Estudios Latinoamericanos, Latinos y Caribeños en Dartmouth College.

### Carrera
En 2002 publicó el libro Por qué protestan las mujeres: movimientos de mujeres en Chile, en el que estudia qué lleva a las mujeres a protestar y en qué situaciones hacen que su identidad de género destaque como parte de sus protestas. Baldez se centra en la lucha por el sufragio femenino en Chile, así como en dos episodios importantes de protestas de mujeres en Chile durante las décadas de 1970 y 1980: las protestas contra Salvador Allende y contra Augusto Pinochet. En ambos casos, la movilización política de las mujeres fue un factor importante para socavar la legitimidad de un régimen, a pesar de que estos movimientos eran en muchos sentidos ideológicamente opuestos. Teoriza que las mujeres forman movimientos sociales importantes cuando el realineamiento partidista les brinda la oportunidad de hacerlo y pueden enmarcar su exclusión de la vida pública como una razón para protestar independientemente de las diferencias partidistas. Ella prueba esta idea utilizando material de archivo y entrevistas de investigación con activistas que participaron en los dos movimientos.
En 2014 publicó un segundo libro, Desafiando la Convención: Resistencia estadounidense al Tratado de las Naciones Unidas sobre los Derechos de las Mujeres. En Defying Convention, estudia por qué Estados Unidos era uno de los pocos países que no había ratificado la Convención de las Naciones Unidas sobre la eliminación de todas las formas de discriminación contra la mujer, que promete poner fin a la guerra y establece la igualdad de género. Examina esta decisión en el contexto del desarrollo histórico de una norma global de derechos de las mujeres, y atribuye la no ratificación estadounidense en parte a la división entre los grupos de mujeres a nivel nacional sobre la mejor manera de lograr la igualdad de género, y en parte al obstruccionismo de Estados Unidos en la ONU hacia cualquier iniciativa de la Unión Soviética y sus aliados. También estudia cómo evolucionó la interpretación del texto del tratado en los años posteriores a su redacción, de modo que podría entenderse que el significado efectivo de ratificar el tratado ha cambiado con el tiempo, lo que complica el estudio de por qué Estados Unidos no ratificó el texto en diferentes épocas. Baldez estructura su discusión utilizando el rastreo de procesos históricos y compara la posibilidad de que Estados Unidos ratifique la Convención sobre la Eliminación de Todas las Formas de Discriminación contra la Mujer con su ratificación de la Convención Internacional sobre la Eliminación de Todas las Formas de Discriminación Racial casi 30 años después de la aprobación de esa convención. redacción inicial.
Además de sus artículos en revistas académicas revisadas por pares y sus capítulos en libros editados, también fue editora del volumen de 2008 Political Women and American Democracy: Critical Perspectives on Women and Politics Research, junto con Christina Wolbrecht y Karen Beckwith. Desde 2015 hasta 2018, Baldez fue profesora Cheheyl y directora del Centro Dartmouth para el Avance del Aprendizaje en Dartmouth College.
Baldez fue coeditora y fundadora de la revista Politics &amp; Gender en 2004. Su trabajo ha sido citado, o ella ha sido citada, en medios de comunicación como Vox, KQED-FM, y Bloomberg News.

## Premios
- Premio Victoria Schuck de la Asociación Estadounidense de Ciencias Políticas (2015)[15]
- Premio al Mejor Libro, Sección de Derechos Humanos de la Asociación Estadounidense de Ciencias Políticas (2015)[16]